# Vallehermoso (La Gomera)
Vallehermoso ist eine der sechs Gemeinden der Kanareninsel La Gomera. Sie beherbergt 2.954 Einwohner (Stand: 2024) auf einer Fläche von 109,11 Quadratkilometern. Damit ist Vallehermoso (zu deutsch: Schönes Tal) nach San Sebastián die zweitgrößte Gemeinde La Gomeras. Der Hauptort trägt ebenfalls den Namen Vallehermoso und war einst Sitz der Inselhauptverwaltung.

## Wirtschaft
Die Bevölkerung lebt überwiegend von der Landwirtschaft. Einige Talsperren sichern die Wasserversorgung für den Kartoffel-, Tomaten-, Bananen- und Weinanbau. Hier ist das Zentrum der Palmenhonigproduktion (Miel de Palma). Nennenswert ist auch die Herstellung von Ziegenkäse und Weinbrand. Einige Kunsthandwerker, die in Korbflechtereien, Webereien und Töpfereien beschäftigt sind, stützen das vom Tourismus weitgehend unberührte Tal wirtschaftlich.

## Sehenswürdigkeiten
Bekannt ist das Tal vor allem durch die Felssteinformation Los Organos, „die Orgelpfeifen“. Es sind vom Meer frei gewaschene Basaltsäulen, die nur vom Schiff aus sichtbar sind. Zur Gemeinde gehören ferner die Quellen von Epina, die Töpfer von El Cercado sowie der Tafelberg La Fortaleza bei Chipude.
In der Gemeinde befindet sich rund ein Drittel des Nationalparks Garajonay.
Zu beachten sind die Kirche Iglesia de La Candelaria in Chipude aus dem 16. Jahrhundert, sowie die Kirche San Juan Bautista im Zentrum Vallehermosos aus dem Ende des 17. Jahrhunderts.
Direkt an der Küste von Vallehermoso liegt das Gebäude Castillo del Mar, eine ehemalige Bananenverladestation. Exporte der Insel, vor allem Bananen, wurden hier verpackt auf Dampfschiffe geladen.

## Orte der Gemeinde Vallehermoso
- Chipude
- El Cercado
- Arguamul
- Alojera
- Tamargada
- Tazo
- La Dama
- Macayo
- El ingenio
- Epina

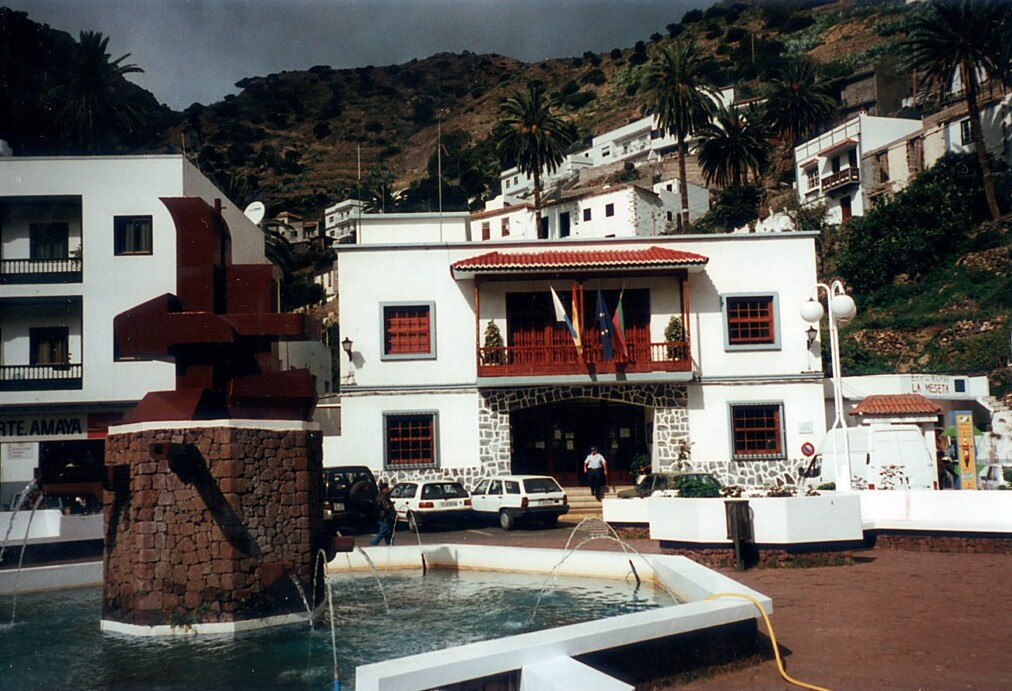
Ayuntamiento (Rathaus) von Vallehermoso
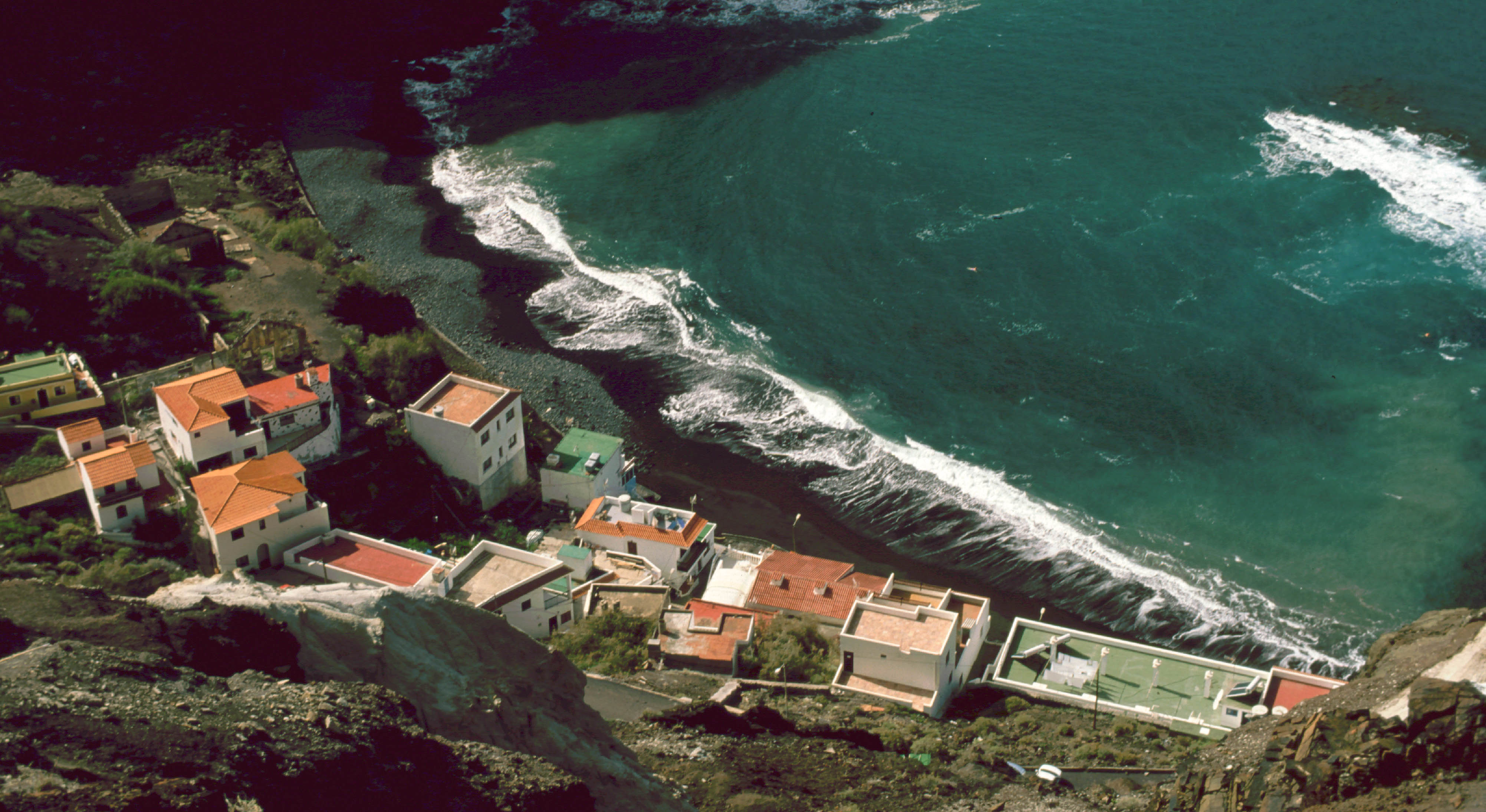
Playa de Alojera
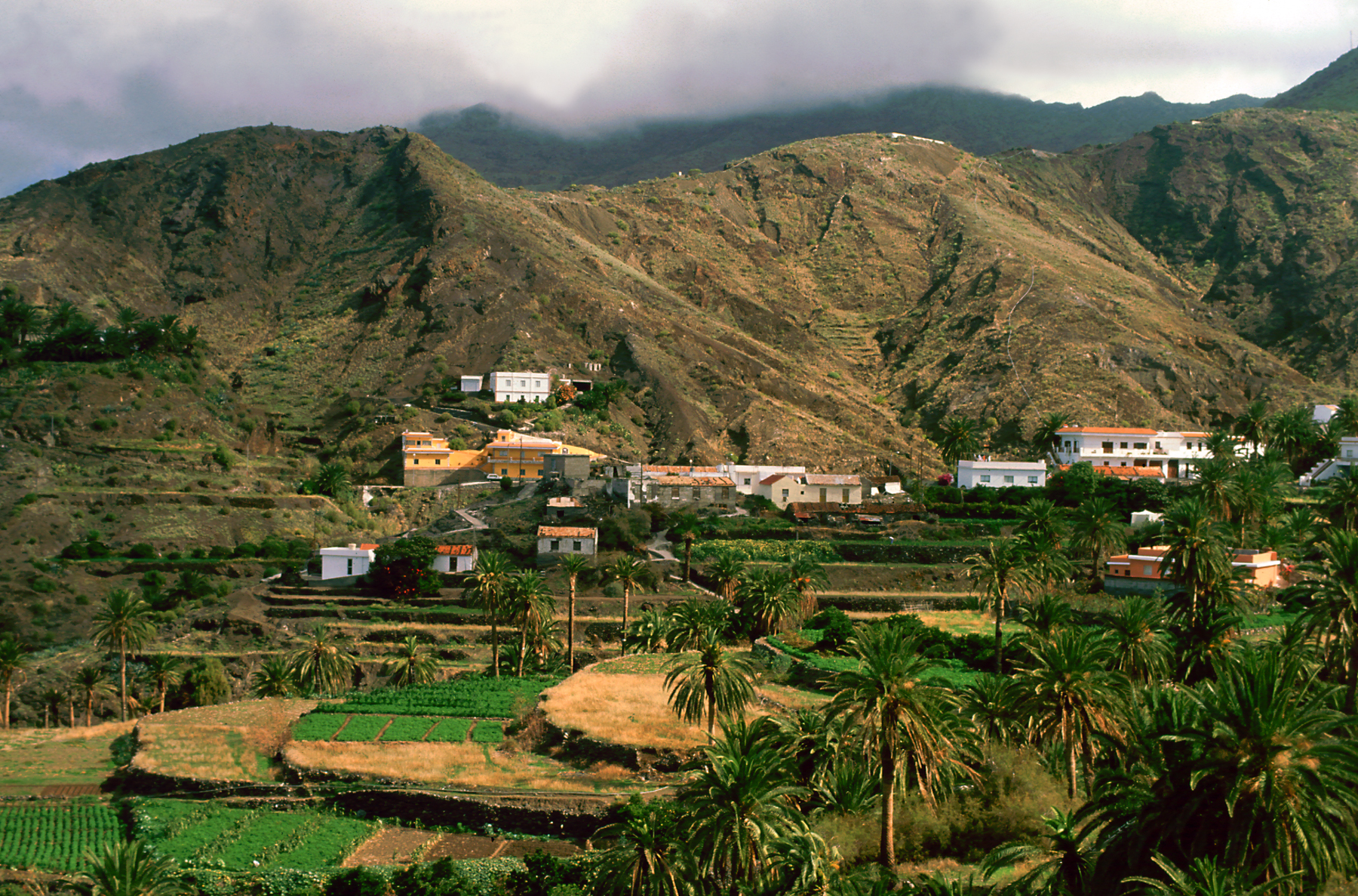
Terrassenförmig angelegte Felder bei Alojera
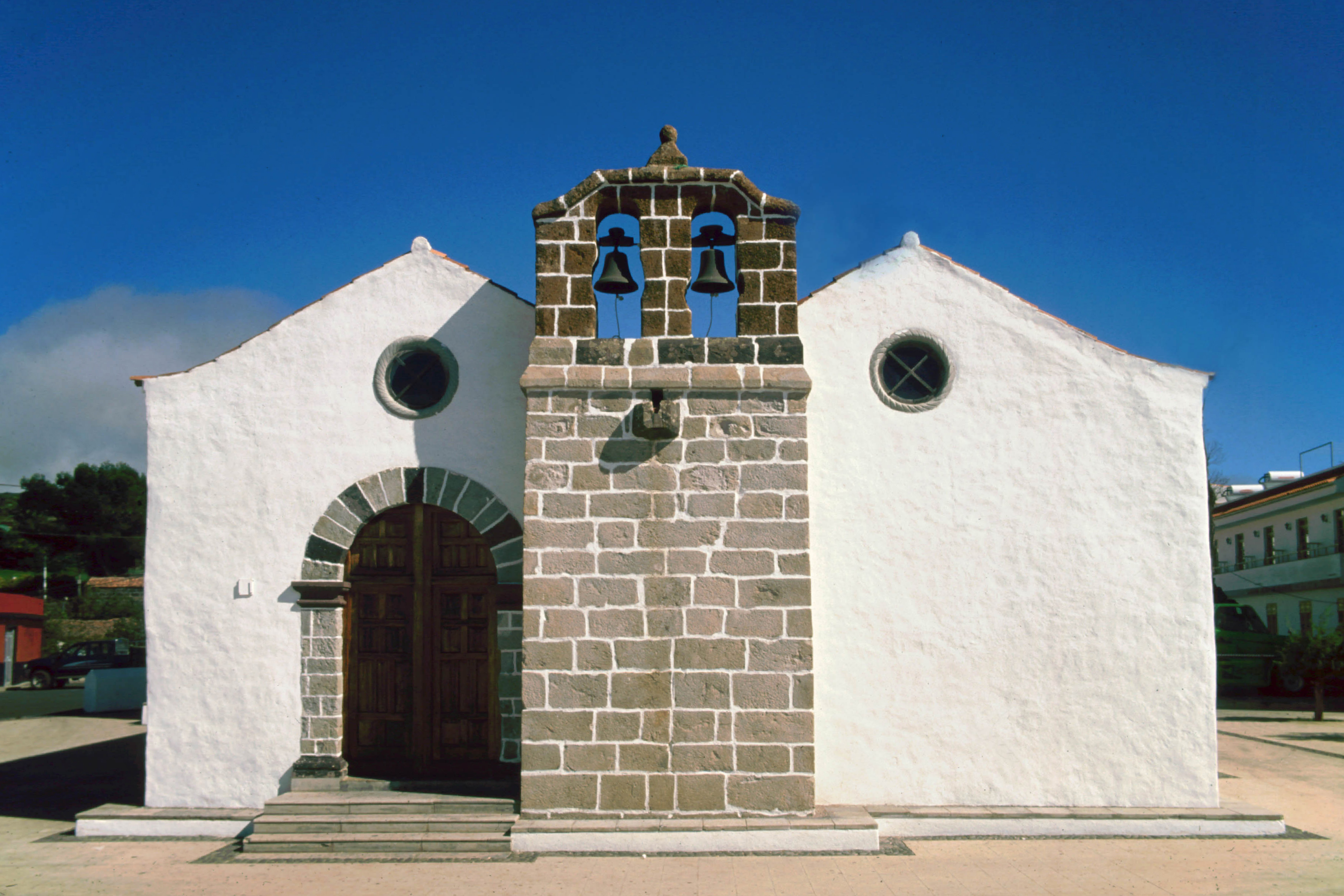
Nuestra Señora de la Candelaria